# Niveladores

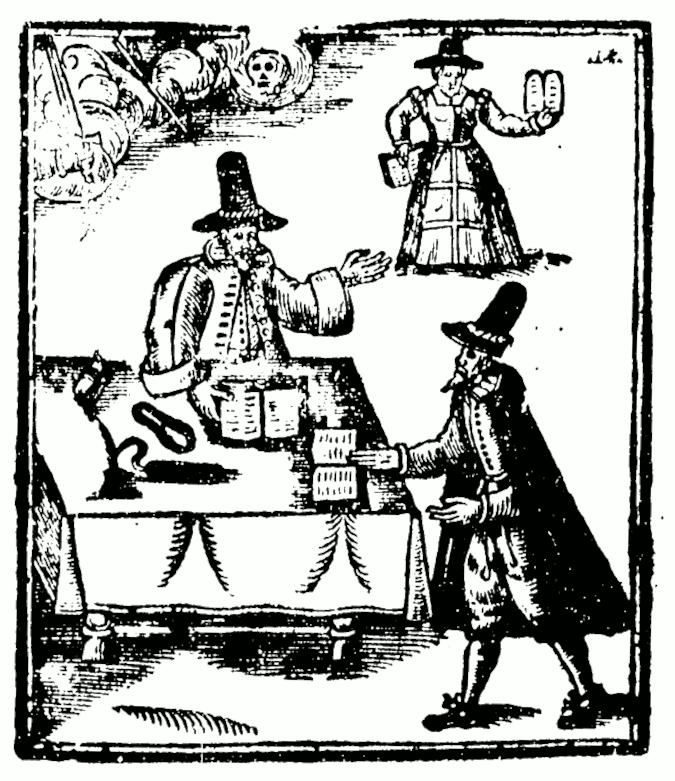
Ilustración de La Declaración de los Niveladores de Inglaterra (1649)

Niveladores (Levellers en inglés) fue el nombre con el que se denominó al primer cuerpo significativo con pensamiento protodemocrático. Surge en la Inglaterra del siglo XVII, una época de conflicto entre la monarquía y el Parlamento, entre los años 1647 a 1649, poco antes de la abolición de la monarquía.

## Antecedentes
La Inglaterra del siglo XVII fue una etapa de crisis constitucional y de conflictos internos. Estos fueron motivados por el enfrentamiento entre partidarios del absolutismo y del parlamento y, por enfrentamientos religiosos. Esta etapa se inicia con la llegada al trono de Jacobo I Estuardo y a su muerte le sucedió su hijo, Carlos I, que prosigue los enfrentamientos con el Parlamento.
Las disidencias entre Carlos I y el Parlamento originan un conflicto civil el 22 de agosto de 1642. Ante lo que Oliver Cromwell crea el Nuevo Ejército Modelo (New Model Army) para defender la causa del Parlamento. Sin embargo la mayoría de ellos deciden disolver parcialmente el Nuevo Ejército Modelo y el envío de una parte a Irlanda, esperando así llegar a un acuerdo con el rey. Ello provoca al Ejército Parlamentario una reacción de oposición y en abril de 1647 eligen representantes para expresar sus demandas (agitadores), consiguiendo así el apoyo de miembros de infantería y la aprobación del Salem Engagement of the Army. De esta manera queda reflejado el conflicto entre el Nuevo Ejército Modelo y el Parlamento (desembocará en varios episodios represivos), y el nacimiento de una nueva agrupación de los primeros, conocidos como Levellers (niveladores).

## Movimiento
Los Levellers creen que los hombres nacen libres y que poseían derechos que residen en el individuo, no obstante era una libertad limitada en lo referente a la libertad de los demás. Por ello exigían una reforma constitucional y la igualdad de derechos ante la ley.
Su principal líder fue un teniente coronel en el ejército parlamentario, John Lilburne, que gracias a sus escritos y publicación de folletos consiguió un gran apoyo de miembros del ejército y el pueblo. Otros líderes fueron Richard Overton, William Walwyn, John Wildman y Edward Sexby.
A principios de junio de 1647 los Levellers plantearon al ejército parlamentario el problema de los atrasos salariales, que es rechazado por el parlamento. Este hecho provoca que ellos busquen reformas más radicales, así como el apoyo de los soldados rasos del ejército (muchos de los cuales se lo ofrecieron).
En verano de ese mismo año le presentan sus demandas al parlamento: la disolución del mismo y una nueva asamblea más amplia. Pero la indisposición de este hizo que, los Levellers recurriesen al ejército para disolverlo. Sin embargo, el ejército no era tan radical como ellos, por lo que los altos mandos brindaron su apoyo al parlamento y marcharon a Londres para demostrarlo.
En octubre, Wildman publicó "El caso del Ejército verdad declarada”. Un documento en un primer momento sobre agravios del ejército, pero que se convirtió en un llamamiento a: la creación de un parlamento representativo del poder popular, elecciones al parlamento cada dos años, redistribución de los escaños sobre la base de la población, derechos políticos, libertades y tolerancia religiosa, para todo el mundo.
Dicha publicación pasó a llamarse “Acuerdo del pueblo”, sin embargo, estas ideas no entraron en el parlamento. Pero se coincidió en hacer un debate sobre lo que querían los Levellers. Este debate tuvo lugar entre Henry Ireton, que habló en nombre del parlamento y el elemento no radical del ejército, y los “agitadores”, que hablaron de los Levellers.
Sin embargo este debate terminó repentinamente al huir Carlos I, temiendo que este reuniese apoyo extranjero a su causa. Este acontecimiento fue afortunado para el Parlamento porque tendría una excusa para restaurar la disciplina en el ejército y reunirlo en torno a él, acabando con la influencia que los Levellers podrían haber tenido sobre el ejército.

## Ideario
Sostenían que «por derecho natural, desde el nacimiento, todos los hombres están igualmente vinculados con la propiedad, la libertad y la independencia». Buscaban un estado secular, libre de la Cámara de los Lores, y en el cual hubiera libertad religiosa. Era la primera formulación en la historia de una alternativa liberal y democrática frente a la monarquía.
Se les llamaba Niveladores porque sus enemigos proclamaban que su intención era degradar todo a su más bajo nivel social. Obviamente esta acusación era rechazada por los Niveladores, pero cuando se les encarceló en 1649, cuatro de sus líderes firmaron un manifiesto en el que se hacían llamar Niveladores. También puede traducirse como Igualitarios.
Uno de los ejes principales de su ideario fue el de la libertad religiosa. Se oponían a los privilegios eclesiásticos, aunque no hubo uniformidad en ello. Algunos miembros, como William Walwyn, defendían la separación entre Estado e Iglesia con el objetivo de proteger al individuo. Por otro lado, Richard Overton, defendió la creación de un Estado laico.
En cuanto a la soberanía nacional, se oponían a la monarquía como forma de gobierno y propusieron un sistema de carácter representativo. La Conquista Normanda fue utilizada como pretexto para acusar al rey de gobernar de forma ilegítima al denominarlo heredero de estos. Propusieron un sistema conformado por varias cámaras parlamentarias con el objetivo de que toda la población pudiera verse reflejada en la acción política, mediante el sufragio de carácter restrictivo, y proporcional a todas las regiones de Inglaterra. Buscaban la creación de mecanismos representativos en el cual el poder civil, religioso y militar estuvieran separados. También presentaron limitaciones respecto a la elección, que debía ser anual, y solo se podía ser elegido una vez en búsqueda de limitar el poder.
Otras propuestas fueron la anulación de todos los impuestos en virtud de uno solo, denominado subsidy. Este gravamen era proporcional a los bienes y beneficios de los individuos. Los Leveller se opusieron de forma férrea a la multitud de impuestos que cobraba el Estado que iba destinado al mantenimiento del sistema cortesano, el clero y los grandes propietarios. Además, se posicionaron en favor de los pequeños comerciantes, que estaban en desigualdad de condiciones a la hora de competir contra los grandes propietarios quienes tenían el monopolio comercial y se beneficiaban de las concesiones del rey. También propusieron la supresión de prisión por deudas.
El poder judicial también fue objeto de crítica y defendieron un sistema en el que las personas acusadas de cualquier delito debían de ser juzgada por sus vecinos, quienes tenían la misma condición patrimonial y era una forma de asegurar la garantía del proceso. La justicia de la época era muy lenta y para acceder a esta había que desplazarse hasta Londres, lo que provocaba que muchos se empobrecieran en el camino o directamente no pudieran acceder a ella. Además, los cargos judiciales eran remunerados por el justiciable lo que agravaba este problema. Las personas de las clases más populares no podían acceder al sistema judicial, además que el pago y cobra de sobornos era una práctica habitual.
Por otro lado, se opusieron al servicio militar obligatorio y, también, propusieron un sistema de atención para los desfavorecidos, llegando a plantear un sistema público de ayuda destinado a las clases más bajas y a los ancianos. 
Su objetivo de lograr la igualdad social implicaba una auténtica revolución, lo cual amenazaba no sólo a la monarquía sino también al Parlamento y demás dirigentes políticos y militares de la Revolución Inglesa.